# 阿尔托维蒂河岸

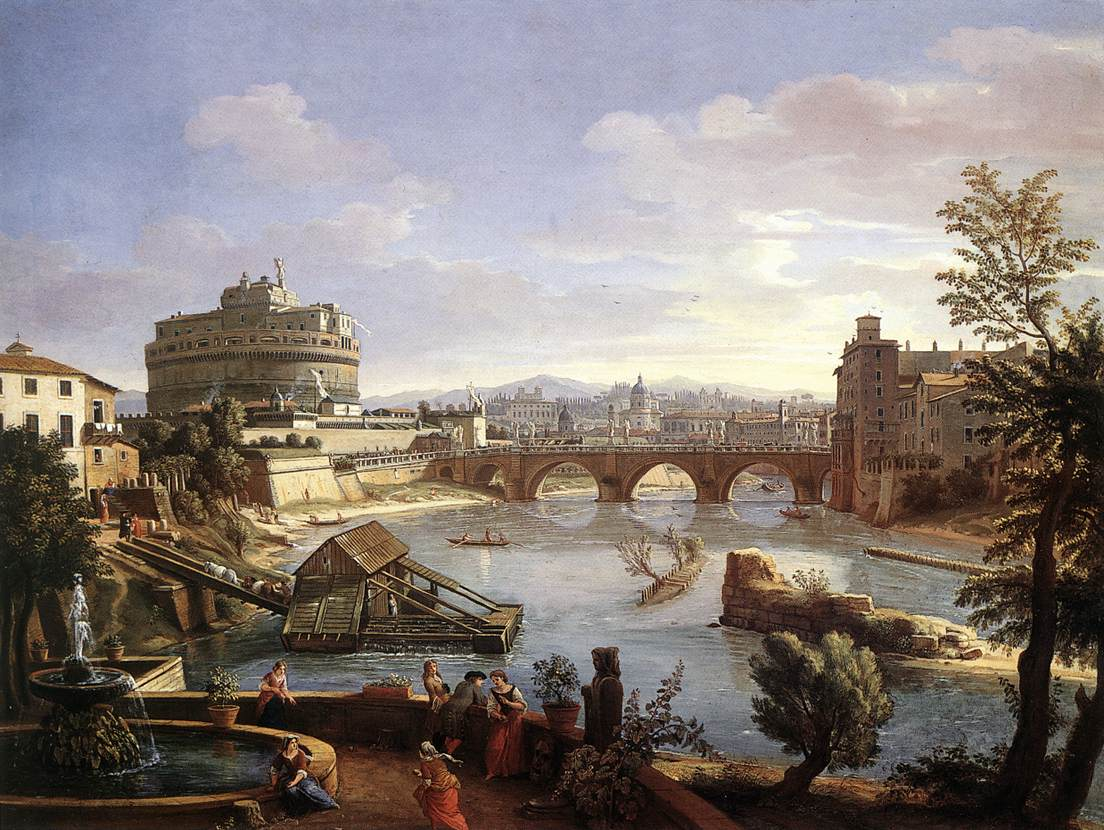

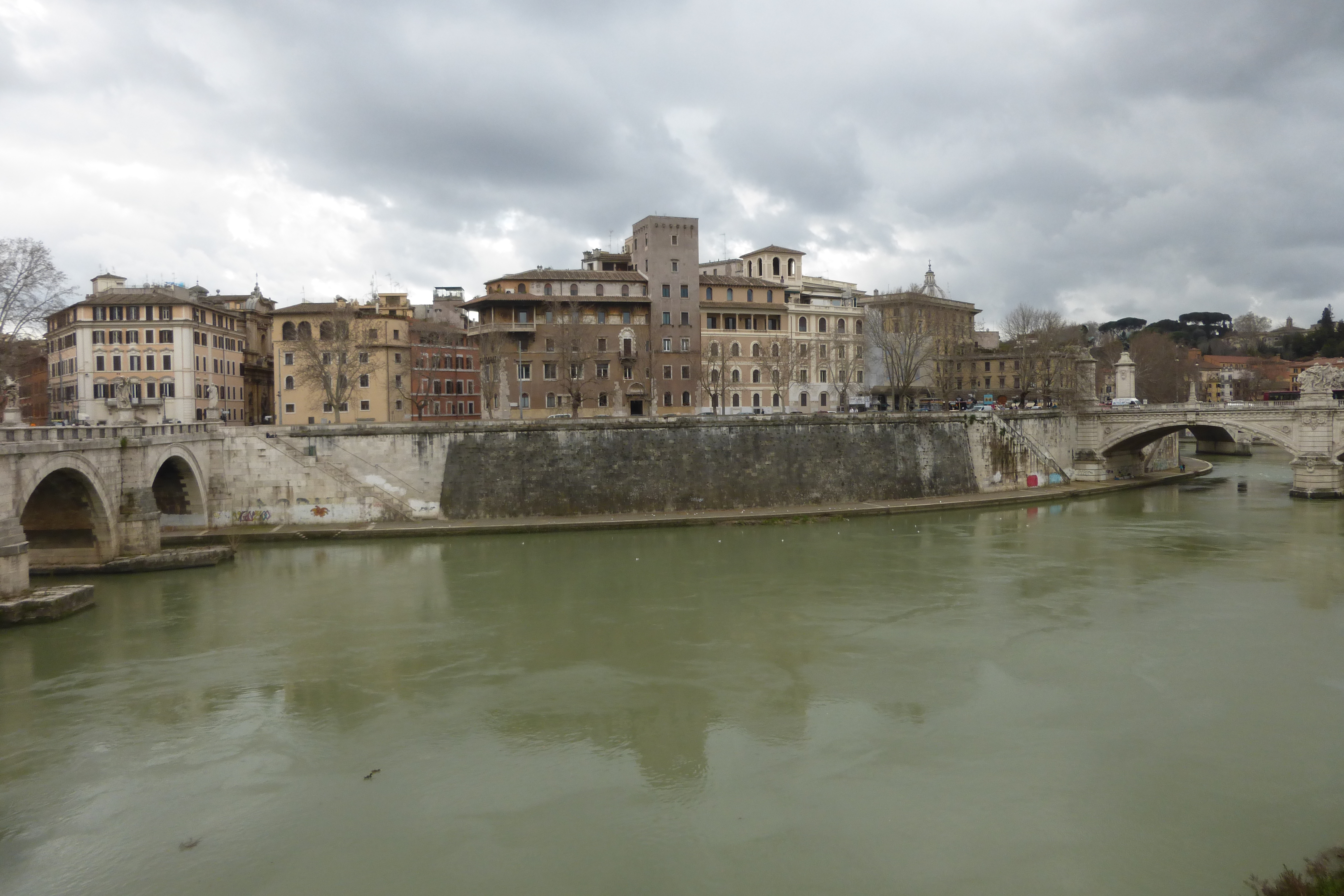

阿尔托维蒂河岸（Lungotevere degli Altoviti）是意大利罗马庞特区的一段台伯河岸，连接圣天使桥广场与巴斯夸·帕欧里广场。
河岸以佛罗伦萨贵族阿尔托维蒂家族命名，他们搬到这个地区，因为它是托斯卡纳人居住的地方。起初它被称为爱里奥河岸。
1888年，为了修建河岸而拆除了建于1514年的阿尔托维蒂家族的住所--阿尔托维蒂宫。该建筑是1751年恩尼奥奎里诺维斯康蒂出生的地点，目前其天花板保存在威尼斯宫。 